# Курський виборчий округ
Курський виборчий округ (рос. Курский избирательный округ) — виборчий округ, створений для виборів до Всеросійських установчих зборів 1917 року. Охоплював Курську губернію.
Курщина була аграрним чорноземним краєм без промисловості.
Голосами за більшовиків перш за все слід завдячувати солдатам, які поверталися додому з фронту. Так, у самому Курську з 5793 голосів за більшовиків 4143 надійшло від міського гарнізону, де більшовики здобули 58,2%. Другою за чисельністю партією в Курському гарнізоні були есери (2169 голосів, 30,5%). У губернському центрі на перше місце за кількістю отриманих голосів вийшли кадети (10 043, 45,1%), другими були більшовики з 5 793 голосами (26%), третіми — есери з 3 876 голосами (17,4%). 1 599 (7,2%) голосів набрали народні соціалісти, 688 голосів (3,1 %) — меншовики, а 257 голосів (1,2 %) — землевласники.

## Результати
| Партія                             | Голоси    | %     | Місця |
| ---------------------------------- | --------- | ----- | ----- |
| Список 1 — Есери                   | 868.743   | 82,08 | 12    |
| Список 4 — Більшовики              | 119.127   | 11,26 | 1     |
| Список 2 — Конституційні демократи | 47.199    | 4,46  |       |
| Список 5 — Союз землевласників     | 8.656     | 0,82  |       |
| Список 3 — Народні соціалісти      | 8.594     | 0,81  |       |
| Список 6 — Меншовики               | 6.037     | 0,57  |       |
| Загалом:                           | 1.058.356 |       | 13    |

| ПІБ                              | Список обранця |
| -------------------------------- | -------------- |
| Баришніков Олександр Васильович  | Есери          |
| Бєлоруссов Костянтин Олексійович | Есери          |
| Власов Олександр Михайлович      | Есери          |
| Дорошів Микита Іванович          | Есери          |
| Кутєпов Федір Іванович           | Есери          |
| Меркулов Михайло Олександрович   | Есери          |
| Неручев Анатолій Васильович      | Есери          |
| Озембловський Іван Густавович    | Більшовики     |
| Пахомов Василь Васильович        | Есери          |
| П'яних Іван Омелянович           | Есери          |
| Романенко Павло Іванович         | Есери          |
| Русанов Андріан Йосипович        | Есери          |
| Холодов Борис Якович             | Есери          |